# 燕尾蝶 (梁靜茹專輯)
《燕尾蝶 下定爱的决心》（英文：Wings of Love）是歌手梁靜茹的第6張中文音樂專輯，於2004年9月10日發行。

## 曲目
| 曲序 | 曲目                       |             | 作曲                     | 编曲           | 製作人           |
| ---- | -------------------------- | ----------- | ------------------------ | -------------- | ---------------- |
| 1.   | 寧夏                       | 李正帆      | 李正帆                   | 五月天         | 五月天&賈敏恕    |
| 2.   | 給從前的愛                 | 李焯雄      | 阿牛                     | 安棟           | 賈敏恕           |
| 3.   | 燕尾蝶                     | 阿信        | 阿信                     | 五月天阿信     | 五月天阿信、怪獸 |
| 4.   | 接受                       | 阿管        | 林毅心                   | MOOL&YUGI      | 賈敏恕           |
| 5.   | 我都知道                   | 姚若龍      | 陶喆                     | 陶喆           | 陶喆             |
| 6.   | 我是幸福的                 | 姚若龍      | 李正帆                   | 王豫民         | INDYLEGONZA      |
| 7.   | 別人的天長地久             | 陳沒        | Mool/Yugi                | 項仲為、姚家麟 | 賈敏恕           |
| 8.   | 茉莉花                     | 姚若龍      | 李正帆                   | 王豫民         | INDYLEGONZA      |
| 9.   | 中間                       | 廖瑩如      | 潘協慶                   | 安棟           | 賈敏恕、蔡尚文   |
| 10.  | Love is everything (L.I.E) | 林怡芬/陳沒 | Kim Sung Tae(2Step Ent.) | 安棟           | 賈敏恕、蔡尚文   |
| 11.  | 純真                       | 阿信        | 阿信                     | 周恆毅、范宗沛 | 五月天阿信、瑪莎 |

## 音樂錄影帶
| 歌曲名稱       | 導演          | 附註                               |
| -------------- | ------------- | ---------------------------------- |
| 寧夏           | 周格泰        |                                    |
| 給從前的愛     | 周曉玲        |                                    |
| 燕尾蝶         | 周格泰        |                                    |
| 接受           | 陳正道        |                                    |
| 我都知道       | 鄺盛          |                                    |
| 我是幸福的     | 陳紹良/陳正道 |                                    |
| 別人的天長地久 | 柯孟融        |                                    |
| 茉莉花         | 不適用        | 畫面剪輯自“愛的大遊行 演唱會”片段  |
| 中間           | 不適用        | 畫面剪輯自電視劇“愛情合約”戲劇片段 |
| L.I.E          | 詹維峰        |                                    |
| 純真           | 不適用        | 畫面剪輯自“愛的大遊行 演唱會”片段  |

## 獎項
- MusicRadio音樂之聲「2004MusicRadio中國TOP排行榜」
- 時間：2005年4月22日
  - 2004年度：港台年度金曲－《寧夏》
  - 2004年度：港台年度最佳編曲－五月天－《寧夏》
  - 2004年度：港台年度最佳女歌手
  - 2004年度：港台最受歡迎女歌手（提名）

- 「廣州第2屆勁歌王頒獎典禮」
- 時間：2005年4月21日（提名）
- 時間：2005年5月22日（頒獎）
  - 2004年度：勁歌后（提名）
  - 2004年度：「台灣」最受歡迎女歌手（提名）

- 「第五屆華語音樂傳媒大獎」
- 時間：2005年4月5日（提名）
- 時間：2005年5月22日（頒獎）
  - 2004年度：最佳國語女歌手獎－「燕尾蝶 下定愛的決心」（提名）

- 金曲獎「第16屆金曲獎」
- 時間：2005年4月15日（公佈）
- 時間：2005年5月28日（頒獎）
  - 2004年度：最佳作曲人獎－李正帆「寧夏」（提名）
  - 2004年度：最佳國語女演唱人獎－「燕尾蝶 下定愛的決心」（提名）

- 東南勁爆音樂獎「第3屆東南勁爆音樂頒獎典禮」
- 時間：2005年10月30日（頒獎）
  - 2004年：港台地區最受歡迎女歌手
  - 2004年：台灣地區最佳專輯－「燕尾蝶 下定愛的決心」
  - 2004年：台灣地區十大金曲－《寧夏》